# Philodendron mexicanum
Philodendron mexicanum Engl., 1878 è una pianta rampicante appartenente alla famiglia Araceae, diffusa nelle foreste pluviali dei neotropici.

## Descrizione
Ha foglie semi-lucide triangolari, a forma di freccia,  con lobi basali diseguali, coriacee, di colore dal magenta al marrone sulla lamina inferiore.
Produce un'infiorescenza composta da una piccola spata verde che sembra essere coperta da cappuccio con la parte interna color rubino. La produzione di una infiorescenza si verifica nella stagione delle piogge a metà di quella asciutta, da inizio da febbraio a maggio. In coltivazione, Philodendron mexicanum è stato osservato produrre una infiorescenza due volte l'anno.

## Distribuzione e habitat
L'areale di Philodendron mexicanum si estende dal Chiapas in Messico, attraverso l'America centrale (Guatemala, Honduras, Costa Rica) sino alla Colombia.
Si può trovare dal livello del mare a un'altitudine massima di circa 1900 m/slm, nella foresta pluviale e in habitat secco, in particolare nella parte centro-occidentale del Messico.

## Coltivazione
Questa pianta deve vivere in terreno sciolto e ben drenante, è consigliato aggiungere torba e perlite, non sopporta i ristagni d'acqua. È consigliato anche aggiungere una porzione di corteccia per orchidee per dare alle radici qualcosa su cui attaccarsi e per il drenaggio supplementare. La specie è facile da coltivare.